# Скифо-сарматская гипотеза
Скифо-сарматская гипотеза (скифская гипотеза, сарматская гипотеза) — устаревшая гипотеза, согласно которой происхождение славян связано с кочевыми ираноязычными народами (скифами, сарматами, киммерийцами, аланами, роксоланами) либо эти народы отождествляются со славянами. Гипотеза возникла на основе сведений античных историков («массагеты» Геродота, полумифологические сообщения Тацита, Страбона, Птолемея и др.), средневековых византийских хронистов (Иоанна Киннама, Продолжателя Феофана и др.). Историографические концепции, связывающие славян со скифами, имеют позднесредневековое происхождение и сохранялись до XX века (Любор Нидерле, Б. А. Рыбаков и др.).
Согласно современным научным представлениям происхождение славян не связано со скифо-сарматскими народами, поскольку, в частности, языки этих групп народов относятся к разным ветвям индоевропейской языковой семьи.

## Истоки
Греки называли скифами всех северных «варваров» (к северу от Чёрного моря) со времён Геродота. Так, константинопольский патриарх Фотий (Первая гомилия на нашествие росов) писал, что росы — «скифский и грубый, и варварский народ». Византийский историк Лев Диакон именовал росов скифами или тавроскифами. Это отождествление проводилось и у другими византийскими авторами, как и отождествление просто с таврами и киммерийцами. Таким способом новый народ росов причислялся к кругу давно известных грекам «варварских» народов Северного Причерноморья, росы получали конкретное место в традиционной этнической номенклатуре.
Идея скифо-сарматского происхождения славян представлена уже в Баварской хронике XIII века. Особое внимание автора к истории и языку славян даёт основание предполагать его славянское происхождение, или, что он, будучи немцем, жил в местах нынешней Силезии и владел одним из славянских языков. Эти положения получили развитие в европейской исторической науке, в частности, в трудах польских историков Яна Длугоша и Матвея Стрыйковского. Позднее эти мотивы нашли отражение в польском сарматизме. Уже в XVIII веке гипотезу происхождения славян от «савроматов» (сарматов) разделял британский историк Эдвард Гиббон.
В древнерусской «Повести временных лет» начала XII века Северное Причерноморье, в котором расселяются славяне, потомки библейского Иафета, вслед за византийской и античной традицией именуется Великой Скифией («си вси звахуться от грекъ Великая Скуфь»). Это именование дало возможность составителю «Сказания о Словене и Русе», новгородского по происхождению легендарно-исторического сочинения XVII века, объявить прародителей средневековых народов Восточной Европы — братьев Словена, Руса, Болгара (предка волжских болгар), Комана (предка куманов-половцев), Истера и хозар — принадлежащими к роду Скифа, правнука Иафета. Историографическая парадигма сменились в конце Средневековья: русь — «новый народ» литературы периода Киевской Руси должен был стать древним, «античным», восходящим, по меньшей мере, ко времени, когда народы Восточной Европы приняли участие в событиях всемирной истории — к скифской (скифо-сарматской) эпохе.

## Историография
В России большое влияние имел Киевский синопсис 1674 год, со второй половины XVII и до начала XIX века рассматривавшийся русскими интеллектуалами как наиболее основательный источник сведений о Древней Руси и происхождении славян. Из этого источника черпал сведения М. В. Ломоносов, в своей «Древней Российской истории» писавший о родстве русских с роксоланами и сарматами. Историк В. Н. Татищев считал, что сарматы были ассимилированны славянами, но не тождественны с ними. В вышедших в 1787 году «Записках касательно российской истории» императрица Екатерина II указывала, что «северные скифы одного языка со славянами», и описывала быт скифов с проекцией на выстраиваемую ею концепцию русского национального характера.
Российский историк и публицист русинского происхождения Ю. И. Венелин (1856) относил к славянам скифов и сарматов. Российский преподаватель Е. И. Классен (1854, 1861) усматривал славян во многих регионах и во многие эпохи, начиная с древности. Он отождествлял со славянами почти все народы Геродотовой Скифии, начиная с самих скифов. Историк и известный сторонник антинорманизма Д. И. Иловайский (1876) считал скифов «германо-славяно-литовской» ветвью индоевропейской или «арийской» семьи и утверждал, что преобладающим среди них было славянское население. Прародину скифов он помещал между Оксом и Яксартом (в современной Центральной Азии). Такая локализация их прародины имеет некоторую поддержку и среди части современных учёных (в отличие от идеи о славянстве скифов). Один из аргументов Иловайского в пользу отождествления скифов со славянами заключался в том, что скифы «любят паровые бани, как истые предки восточных славян».
На рубеже XIX—XX веков, пытаясь найти древнейшие корни славян в Восточной Европе некоторые археологи, такие как Д. Я. Самоквасов (1908), И. Е. Забелин (1908), также обратились к скифским и сарматским древностям, отождествляя скифов и сарматов с предками славян. Результатом этой тенденции стало бурное развитие скифо-сарматской археологии. Сторонником отождествления западных скифов («скифов-пахарей») со славянами был историк академик А. С. Лаппо-Данилевский (1887).
Советский историк Б. А. Рыбаков искал корни славян он в бронзовом веке, когда после «пастушеского разброда» славянские племена в позднем бронзовом веке объединились в Правобережной Украине и перешли к земледелию. Он поддерживал идею о глубокой автохтонности славянского населения на территории Украины. В монографии «Киевская Русь и русские княжества XII—XIII веков» (1982) он отнёс начало истории славян к XV веку до н. э. В Змиевых валах историк видел свидетельство столкновения славян с киммерийцами (согласно общепринятой точке зрения, покинувшими Причерноморье за тысячу лет до появления там славян): «Славяне применяли при постройке своих первых укреплений пленных киммерийцев». Со ссылкой на исследования гидронимики, проведённые О. Н. Трубачёвым, Рыбаков доказывал, что в раннем железном веке славяне широко расселялись в украинской лесостепи и установили контакты с греками за 400—500 лет до Геродота. Этих славян-земледельцев он отождествлял со скифами-пахарями, живших в Причерноморье в эпоху Геродота (V век до н. э.). Славяне-земледельцы снабжали античный мир хлебом. Со славянами он связывал и часть наследия скифов-кочевников. Так, он относил к славянам первочеловека и мифологического предка скифов Таргитая и его сына Колоксая, считал славянским скифский миф о дарах неба и др.

## В философии, искусстве и политике
Скифская идея сыграла роль в Отечественной войне 1812 года. Ряд элементов стратегии российского командования были названы «скифским планом» в связи с войной скифов против персидского царя Дария I: отступление вглубь страны, уничтожение припасов, партизанские набеги на противника. Предположительно, впервые концепцию «скифской войны» высказал российский полководец Михаил Барклай-де-Толли в беседе с немецким историком античности, знатоком Геродота Бартольдом Георгом Нибуром. В 1810 году Барклай, уже будучи военным министром, представил Александру I записку «О защите западных пределов России», в которой развивал ту же концепцию ведения войны. Часто считается, что сравнение русских войск со скифами является позднейшим осмыслением стратегии Барклая. Историк Е. В. Тарле считал, что о «скифском плане» стали говорить существенно позже войн 1812 и 1813—1815 годов. Тарле считал, что создателем этого мифа был Наполеон:

Наполеон, очень бледный, но уже взяв себя в руки после первого страшного волнения при внезапном пробуждении, молча смотрел в окно дворца на горящую Москву. «Это они сами поджигают. Что за люди! Это скифы!» — воскликнул он. Затем добавил: «Какая решимость! Варвары! Какое страшное зрелище!»
Однако русское общество также проводило эту аналогию. Так, в начале 1813 года сотрудником Барклая военным историком, полковником П. А. Чуйкевичем была издана брошюра о войне, согласно которой Наполеон «забыл историю храбрых скифов, гибель Кира, постыдное бегство Дария, отступление Александра Македонского».
Некоторые авторы использовали «арийскую» идею и скифскую гипотезу для обоснования присоединения к России Центральной Азии, что изображалось с одной стороны, «цивилизаторской миссией», а с другой — якобы возвращением «арийцев» (русских) на свои древние земли, где в древности уже жили скифы и другие ираноязычные народы и где, по мнению ряда авторов, находилась прародина «арийцев». Врач и археолог-любитель Василий Флоринский писал о превосходстве славянской культуры, отождествлял саков и массагетов с праславянам. Он считал, что подавляющее большинство скифов и сарматов были славянами по происхождению. и помещал прародину «ариев» в Центральной Азии. Экспансию России в этот регион Флоринский объяснял инстинктивным стремлением славян вернуться на древнюю родину. Создателями современной цивилизации он считал «семито-арийцев», наиболее одарённой народности. По Флоринскому «арийцы» возникли в западной части Памира или Тянь-Шаня, а затем переселились в Семиречье. Завоевание Центральной Азии в качестве возвращения «арийцев» на давно утраченную родину со ссылкой на «скифское происхождение» русских, рассматривали, в частности, члены Туркестанского кружка любителей археологии, действовавшего в 1895—1918 годах в Ташкенте под председательством генерал-губернатора барона А. Б. Вревского. Некоторые члены кружка делали попытки доказать, что ветхозаветные события происходили не в Палестине, а в Туркестане. Поэт и публицист, князь Эспер Ухтомский развивал идею, что, благодаря «скифскому наследию», Россия по культуре является много ближе к Индии, чем Англия. Следовательно, самой «арийской судьбой» этим странам суждено было выступать союзниками в борьбе с Западом, который, как он считал, был чужд настоящему Востоку. Руководящую роль в этом союзе он отдавал России.
В начале XX века «скифские сюжеты» имели большую популярность в русской культуре: опера «Весна священная» (1913) Игоря Стравинского, «Скифская сюита» Сергея Прокофьева (1916), картины Николая Рериха и др.
«Арийская» тема в её антисемитском варианте была воспринята некоторыми русскими писателями-модернистами, увлекавшимися оккультизмом, включая Александра Блока и Андрея Белого, согласно которым «истинной арийской культуре» грозила «туранская» или «жёлтая опасность», включавшая и еврейский компонент. В период Первой мировой войны для участников «скифского движения», куда входили известные писатели и поэты, «скифы» виделись творцами нового мира, способными примирить Восток и Запад. Россия представлялась особым «христианско-арийским», или «греко-славянским миром». В этом контексте, в связи с антинемецкими настроениями, Блок писал: «Последние арийцы — мы». Блок разделял идею связи славян со скифами, то есть «арийцами», что, по его мнению, обещало им великое будущее.
В 1918 году Блок написал ставшее известным стихотворение «Скифы»:
Мильоны — вас. Нас — тьмы, и тьмы, и тьмы.

Попробуйте, сразитесь с нами!

Да, скифы — мы! Да, азиаты — мы,

С раскосыми и жадными очами!
Стихотворение связано с провалом раунда советско-германских мирных переговоров в Брест-Литовске. В тексте отражено разочарование поэта в немцах и в западных союзниках России — в целом в европейской цивилизации.
В начале XX века существовала группа «Скифы», объединившая писателей, поэтов, деятелей культуры и политиков, принявших революцию положительно. «Скифы» были объединены литературным критиком, историком общественной мысли Разумником Васильевичем Ивановым (литературный псевдоним Иванов-Разумник). Ещё в предреволюционный период Иванов-Разумник выдвинул требования революционных преобразований культуры и духовных основ общества, которые позже составили в основу концепции «скифства». Иванов-Разумник считал себя последователем Александра Герцена (из его сочинения «Былое и думы» Иванов-Разумник заимствовал термин «скиф») и Николая Михайловского. В 1916 году, у Иванова-Разумника появился замысел собрать антивоенный альманах «Скиф», который должен был объединить литераторов «народнической направленности» — авторов, близких к идеологии социалистов-революционеров, которой симпатизировал он сам. В 1917—1918 годах в Петрограде они выпустили два сборника «Скифы». «Скифов» объединяло мистическое восприятие Октябрьской революции, в которой они увидели проявление очистительной «восточной» стихии и начало духовного преображения человечества. «Скифы» писали о мессианском предназначении России, призванной, по их мнению, противостоять обывательской буржуазности Запада.

## Критика
Уже хорватский историк XVII века Юрий Крижанич призывал отвергнуть постыдные «басни» «придворных баятелей» о скифском происхождении славян. В 1725 году академиком-востоковедом Готлибом Зигфридом Байером было начато критическое изучение источников по русской истории. Исследовав традиционную российскую историографию, Байер показал, что в позднесредневековой хронографии историко-географический подход подменялся генеалогическим. Так, народы, жившие на территории России в древности — скифы и сарматы — «автоматически» оказывались предками славян.
Ираноязычные народы в древности имели ареал расселения, частично охватывающий земли, позднее, в ранее Средневековье, занятые славянами, но славяне не являются потомками этих народов, отличаясь от них как по языку, так и по культуре, как и скифо-сарматские народы не были славянскими. Различные современные учёные помещают прародину славян в Среднем Поднепровье, Полесье, Висло-Одерском регионе (школа польского лингвиста Т. Лер-Сплавиньского, российский археолог В. В. Седов и др.), Северо-Восточном Прикарпатье (немецкий лингвист Ю. Удольф и др.), Среднем Подунавье (например, российский лингвист О. Н. Трубачёв) и др.
В то же время лингвисты выделяют ряд праславянских слов, заимствованных из иранских языков и свидетельствующих о славяно-иранских контактах в праславянскую эпоху, которые польский славист Ф. Славский датирует 2-м — 1-м тысячелетиями до н. э. По мнению советского археолога-слависта П. Н. Третьякова, славяне ассимилировали часть скифов.